# ماريو مينينديث رودريغيز
ماريو مينينديث رودريغيز (بالإسبانية: Mario Menéndez Rodríguez)‏ هو ناشر وصحفي مكسيكي، ولد في 1937.